# I sette calici dell'eresia
I sette calici dell'eresia è un romanzo di C. J. Sansom ambientato nel XVI secolo, pubblicato in Italia nel 2008 dalla casa editrice Sperling & Kupfer.

## Trama
La vicenda si svolge nell'arco di 4 settimane, fra marzo ed aprile 1543, con un breve epilogo nel mese di luglio.
A Londra, sotto il regno di Enrico VIII, tra la popolazione serpeggiano superstizioni e dicerie inquietanti e dal Tamigi affiorano carcasse di pesci giganteschi.
In varie parti del regno una serie di raccapriccianti omicidi, portati a termine secondo un rituale ben preciso, sconvolgono un paese già dilaniato dalle dispute religiose e dai processi per eresia e stregoneria.
Una delle vittime è un amico di Mastro Shardlake e così, nonostante i propositi di non immischiarsi più in vicende politiche, spetta ancora una volta a lui, ed al suo fidato collaboratore Barak, venire a capo di questa complessa vicenda, dove le oscure profezie dell'Apocalisse sembrano cupamente avverarsi e dove la possessione diabolica sembra essere realtà.

## Personaggi principali
Matthew Shardlake: avvocato superiore presso la Corte delle Suppliche;

Roger Elliard: avvocato amico di Shardlake;

Dorothy Elliard: moglie di Roger ed amica di Shardlake;

Jack Barak: assistente di Shardlake;

Tamasin: moglie di Jack Barak;

Daniel e Minnie Kite: genitori di Adam Kite;

Adam Kite: ragazzo rinchiuso nel manicomio di Bedlam;

Guy Malton: medico ex monaco, amico di Shardlake;

Piers Hubberdyne: apprendista di Malton;

Gregory Harsnet: coroner aggiunto del re;

Thomas Cranmer: arcivescovo di Canterbury;

Edward Seymour, conte di Hertford: uomo di corte;

Thomas Seymour: fratello di Edward;

Catherine Parr: vedova di Lord Latimer.

## Edizioni
- C. J. Sansom, I sette calici dell'eresia, traduzione di Gian M. Giughese, Sperling & Kupfer, 2008,  pp. 597, cap. 46 (+ Epilogo e Nota Storica), ISBN 978-88-200-4570-8.